# Alexander Schweizer
Pour les articles homonymes, voir Schweizer.
Alexander Schweizer né le 14 mars 1808 à Morat, Suisse, mort le 3 juillet 1888 à Zurich, est un théologien de l'église réformée.
Après des études à Zurich et Berlin, il devient professeur de théologie pratique en 1835 à l'Université de Zurich. Il est ministre de la Grande Cathédrale de Zurich (Grossmünster) en 1844.